# Polyommatus semiicarinus
Polyommatus semiicarinus är en fjärilsart som beskrevs av Tutt 1910. Polyommatus semiicarinus ingår i släktet Polyommatus och familjen juvelvingar. Inga underarter finns listade i Catalogue of Life.